# 高度20,000フィート
『高度20,000フィート』（こうど2まんフィート、Flight for Freedom）は、1943年に公開されたアメリカ合衆国の映画。アメリア・イアハートの生涯を基に、失踪した女性飛行士の行方を描く。監督はロタール・メンデス。出演はロザリンド・ラッセルやフレッド・マクマレイ、ハーバート・マーシャルなど。
本作はプロパガンダ映画として製作されており、日本人の登場人物は邪悪な人物として描かれた。またその内容により、公開時は実際にイアハートが米国政府の要請に応じて太平洋で日本軍のスパイ活動をしていたという風説が強まることとなった。
日本では劇場未公開だが、テレビ放送が行われている。

## キャスト
- トニー・カーター: ロザリンド・ラッセル（吹替: 北里深雪）
- ランディ・ブリットン: フレッド・マクマレイ（吹替: 浦野光）
- ポール・ターナー: ハーバート・マーシャル
- ジョニー・サルヴィーニ: エドゥアルド・シアンネッリ（英語版）
- グレイブス提督: ウォルター・キングスフォード（英語版）
- ヨコタ: リチャード・ロー[3]

※日本語吹替: テレビ版・放送日1972年12月6日『ミッドナイトシアター』他

## スタッフ
- 監督: ロタール・メンデス（英語版）
- 製作: デヴィッド・ヘンプステッド（英語版）
- 原案: ホレス・マッコイ
- 脚本: オリヴァー・H・P・ギャレット（英語版）、S・K・ローレン、ジェーン・マーフィン（英語版）
- 撮影: リー・ガームス（英語版）
- 編集: ローランド・グロス（英語版）
- 音楽監督: コンスタンチン・バカライニコフ（英語版）
- 音楽: ロイ・ウェッブ